# Čínská pentatonika
Čínská pentatonika (také durová pentatonika nebo durová pentatonická stupnice) je pojem z oboru hudební nauky, který je používán pro typ pětitónové hudební stupnice.

## Složení čínské pentatoniky
Čínská pentatonika je obvykle odvozována od diatonické durové stupnice, ze které vznikne vynecháním jejího čtvrtého stupně (kvarty) a sedmého stupně (septimy).
Následující tabulka obsahuje seznam intervalů jednotlivých stupňů vzhledem k základnímu tónu. Jako příklad je použita čínská pentatonika v C dur, jejíž notaci obsahuje výše uvedený obrázek.
| Stupeň | Interval      | C dur |
| ------ | ------------- | ----- |
| I      | Prima         | c     |
| II     | Velká sekunda | d     |
| III    | Velká tercie  | e     |
| IV     | Čistá kvinta  | g     |
| V      | Velká sexta   | a     |
| VI = I | Oktáva        | c     |

## Seznam čínských pentatonik
Následující tabulka obsahuje kompletní seznam čínských pentatonických stupnic podle tóniny.
| Tónina  | Složení                 | Předznamenání |
| ------- | ----------------------- | ------------- |
| Cis dur | cis dis eis gis ais cis | 7#            |
| Fis dur | fis gis ais cis dis fis | 6#            |
| H dur   | h cis dis fis gis h     | 5#            |
| E dur   | e fis gis h cis e       | 4#            |
| A dur   | a h cis e fis a         | 3#            |
| D dur   | d e fis a h d           | 2#            |
| G dur   | g a h d e g             | 1#            |
| C dur   | c d e g a c             | žádné         |
| F dur   | f g a c d f             | 1b            |
| B dur   | b c d f g b             | 2b            |
| Es dur  | es f g b c es           | 3b            |
| As dur  | as b c es f as          | 4b            |
| Des dur | des es f as b des       | 5b            |
| Ges dur | ges as b des es ges     | 6b            |
| Ces dur | ces des es ges as ces   | 7b            |

## Význam čínské pentatoniky
Čínská pentatonika je velice oblíbena například v country a folkové hudbě pro svou jednoduchost (jak co se týká prstokladů, tak co se týká melodického cítění).
Dalším důvodem je její harmonická nejednoznačnost – díky vynechání septimy (ve které se liší jónský modus od mixolydického) a kvarty (ve které se liší jónský modus od lydického) lze tuto stupnici například při improvizaci použít „ve smyslu“ kteréhokoliv z těchto modů. Při harmonických změnách mezi tónikou, subdominantou a dominantou v durové tónině je tedy velice těžké zahrát (například při improvizaci) nesprávný tón, pokud se hudebník striktně drží na čínské pentatonice.

## Mody čínské pentatoniky
Jednotlivé mody pentatoniky jsou obvykle pojmenovány po příslušných modech durové stupnice (jedná se o moderní pojmenování, které nemá žádný historický kořen – jeho charakter je spíše pomocný). V následující tabulce je pro každý stupeň uveden název, charakter a složení v C dur. Ve sloupci Lze použít jsou vyjmenovány mody diatonické durové stupnice, jejichž podmnožinou je příslušný modus pentatoniky (to znamená, že jej lze použít k nahrazení příslušných diatonických modů).
| Stupeň | Název modu               | Charakter                                                 | Složení (C dur)   | Lze použít                   |
| ------ | ------------------------ | --------------------------------------------------------- | ----------------- | ---------------------------- |
| I      | jónský pentatonický      | čínská pentatonika (bez kvarty a septimy)                 | c – d – e – g – a | lydický, jónský, mixolydický |
| II     | dórský pentatonický      | bez tercie (nemá vyhraněný mollový nebo durový charakter) | d – e – g – a – c | mixolydický, dórský, aiolský |
| III    | frygický pentatonický    | mollový modus bez sekundy a kvinty                        | e – g – a – c – d | aiolský, frygický, lokrický  |
| IV     | mixolydický pentatonický | bez tercie (nemá vyhraněný mollový nebo durový charakter) | g – a – c – d – e | jónský, mixolydický, dórský  |
| V      | aiolský pentatonický     | mollový modus bez sekundy a sexty                         | a – c – d – e – g | frygický, aiolský, dórský    |

Nejzajímavějším a nejčastěji používaným (samozřejmě kromě základního na prvním stupni) je modus na pátém stupni, který je také někdy označován jako "mollová pentatonika" nebo "bluesová pentatonika"